# ماريو كارت دي أس
ماريو كارت دي أس (بالٳنجليزية: Mario Kart DS) هي لعبة فيديو سباقات تم تطويرها ونشرها بواسطة نينتندو. صدرت على وحدة تحكم الألعاب المحمولة نينتندو دي أس في 14 نوفمبر 2005 في أمريكا الشمالية، وفي 17 نوفمبر 2005 في أستراليا، وفي 25 نوفمبر 2005 في أوروبا، وفي 8 ديسمبر 2005 في اليابان، وفي 5 أبريل 2007 في كوريا الجنوبية.
اللعبة هي الجزء الخامس لسلسلة ألعاب ماريو كارت، وهي أول جزء يمكن تشغيله عبر خدمة نينتندو واي فاي كونيكشن، لكن الخدمة قد توقفت فيما بعد، وتوقفت معها باقي الألعاب التي كان يمكن تشغيلها من خلالها. مثل باقي ألعاب السلسلة، تعرض ماريو كارت دي أس شخصيات من سلسلة ماريو، وتضعهم في مواجهة بعضهم البعض أثناء تسابقهم في عربات على مسارات مبنية على مواقع في سلسلة ماريو.
لاقت اللعبة استحسانًا كبيرًا؛ إذ حصلت على تقييم 91٪ من موقع ميتاكريتيك. انصب الثناء على رسومات وطريقة اللعب، بينما استهدفت الانتقادات نمط اللعب الفردي المتكرر، إلا أن إضافة اللعبة لنمطي «في» و«باتل» لاقت استحسانًا. حصلت اللعبة على جوائزعديدة، منها جوائز اختيار المحررين من جيم سبوت وآي جي إن، وجائزة أفضل لعبة محمولة من جي-فوريا، وجائزة أفضل لعبة تسابق/قيادة سيارات من آي جي إن.
كانت لعبة ماريو كارت دي آس هي اللعبة الأكثر مبيعًا في الشهر الأول من صددورها، وظلت محتفظة بهذا المركز في الشهر التالي. وبشكل عام، تعد لعبة ماريو كارت دي أس ثالث أكثر الألعاب مبيعًا لجهاز نينتندو دي أس اعتبارًا من مارس عام 2016؛ إذ باعت ما يوفق الـ23.60 مليون وحدة حول العالم.

## اللعب

### أسلوب اللعب
ماريو كارت دي أس هي لعبة سباق يتسابق فيها اللاعب في عربة ضد لاعبين آخرين كشخصية من شخصيات سلسلة ماريو الإثني عشر. هذه الشخصيات هي ماريو ولويجي وبيتش وتود ويوشي ودونكي كونغ وواريو وباوزر، وهناك أيضًا شخصيات لا يمكن اقتناؤها وهي دايزي ودراي بونز ووالويجي وآر أو بي. في البداية، يتاح لكل شخصية عربتان فقط. ويمكن الحصول على عربة إضافية بمجرد إحراز بعض التقدم.
أثناء السباق أو القتال، تقدم شاشة نينتندو دي أس العلوية منظور الشخص الثالث لسيارة الكارتينغ الخاصة باللاعب، بينما تُظهر الشاشة التي تعمل باللمس السفلية الترتيب الحالي للسباق، والعناصر التي يحملها كل متسابق، وخريطة المسار. يمكن تبديل الشاشة السفلية لإظهار إما نظرة عامة على دورة السباق بأكملها، أو نظرة عين الطائر على سيارة اللاعب والمنطقة المجاورة مباشرة، بما في ذلك المتسابقون القريبون، ومخاطر المسار، وصناديق العناصر، والهجمات الواردة.
تحتوي كل دورة على مربعات عناصر يمكن للاعب أن يقود ٳليها لتلقي عنصرًا محددًا عشوائيًا، والذي يمكن للاعب استخدامه للحصول على ميزة على المتسابقين الآخرين. وتسمح بعض العناصر للاعب بمهاجمة المتسابقين الآخرين لإبطائهم، بينما يمكن استخدام عناصر أخرى لتسريع سيارة اللاعب وتجاوز المتسابقين الآخرين بسهولة أكبر.

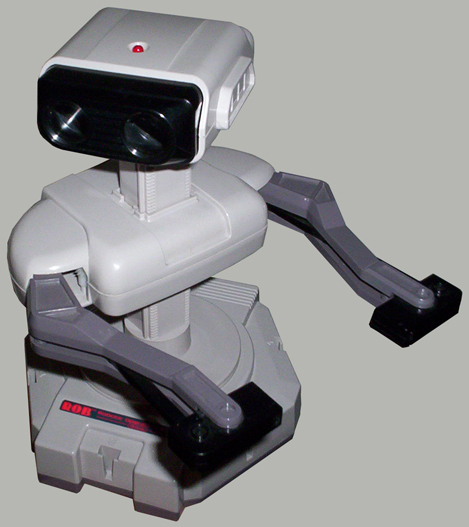
الروبوت وهو الشخصية الأخيرة الغير قابلة للفتح في اللعبة

هناك عنصران جديدان في هذه اللعبة، هما الرصاصة السوداء، الذي يحول اللاعب إلى رصاصة التي تيقود بالمسار تلقائيًا. والقنديل الأبيض، الذي ينثر الحبر على جميع المتسابقين أمام المستخدم، مما يحجب رؤيتهم. وعلى على عكس الإصدارات الأخرى من ماريو كارت، تسمح ماريو كارت دي أس للاعبين بتجنب القوقعة الشائكة دون أي مساعدة من العناصر. ويمكن القيام بذلك عن طريق إطلاق التوربو الصغير قبل أن تصطدم القوقعة باللاعب. ويتطلب هذا توقيتًا دقيقًا، وهي من أصعب المهارات التي يجب اكتسابها في اللعبة. علاوة على ذلك، هذه الخدعة ممكنة بشكل أساسي فقط في وضع 150سي سي أو المرآة. ومع ذلك، ومن الممكن أيضًا القيام بها في وضع 100cc، ولكن فقط على مسارات مثل فرابي سنولاند، حيث تكون التضاريس أكثر انزلاقًا.
وصلة=|يسار|تصغير

### انماط اللعب
تتميز اللعبة بخمسة أوضاع لعب فردية، وهي الجائزة الكبرى والوقت التجريبي والمقابلة والمعركة والمهمة. تتطلب أوضاع الجائزة الكبرى والمقابلة أن يختار اللاعب فئة محرك من بين 50 و100 و150 سي سي.
تعمل الفئات في المحرك كمستويات صعوبة، فكلما ارتفعت فئة المحرك، زادت سرعة جميع العربات. بالإضافة إلى ذلك، يمكن فتح وضع المرآة، حيث تستخدم عربات الكارت محركات 150 سم مكعب ويتم عكس المسارات أفقيًا (بما في ذلك العلامات والحروف الموجودة في الاتجاه الأصلي).

#### الجائزة الكبرى
في وضع الجائزة الكبرى، يتنافس اللاعب ضد سبعة متسابقين يتم التحكم فيهم بواسطة الذكاء الٳصطناعي في سلسلة من الدورات المحددة مسبقًا. على عكس ألعاب ماريو كارت السابقة، والتي تضمنت أربعة كؤوس، تتميز ماريو كارت دي سي بثمانية كؤوس: الفطر والنجم والزهرة والمميز والقوقعة والموز والبرق وورق الشجر، وتتكون الكؤوس الأربعة الأخيرة بالكامل من مسارات مستمدة من الإصدارات السابقة في سلسلة ماريو كارت.
يحتوي كل كاس على أربعة مسارات، ليصبح المجموع 32 مساراً. عند اكتمال مسارات أي كأس، سيتم منح التصنيف بناءً على الوقت والترتيب، بدءًا من E إلى A، ثم إلى 1 أو 2 أو 3 نجوم. كما هو الحال في لعبة ماريو كارت: الٳندفاع المزوج، ويتلقى اللاعبون نقاطًا لكل مركز إنهاء ويتم نقل هذا الترتيب إلى السباق التالي باعتباره ترتيب بداية السباق الجديدة.

#### الوقت التجريبي
في وضع الوقت التجريبي، يجب على اللاعب إنهاء الدورة بأسرع ما يمكن بالحصول على 1 أو 2 أو 3 من الفطر (حسب محرك السيارة). يتم بعد ذلك حفظ أسرع وقت كشبح لنسخة من أداء اللاعب، والتي يمكن للاعب أن يتسابق ضدها لاحقًا.

#### المقابلة
في وضع المقابلة، يتسابق اللاعب على المسار الذي يختاره إما ضد خصوم يتحكم فيهم الكمبيوتر أو في وضع متعدد اللاعبين محلي. ويمكن لعب الوضع إما بشكل فردي أو في فرق، والذي يفصل المتسابقين إلى فريق أزرق وفريق أحمر. وفي وضع اللعب الجماعي، يمكن للاعبين التحكم في الفريق الذي يتم وضعهم فيه. بالإضافة إلى ذلك، يمكن أيضًا تعديل عدد السباقات التي تم لعبها ونظام التسجيل.

#### المعركة
يتميز وضع المعركة بوضعين للعبة، معركة البالون وتألق العدائين، وكلاهما يسمح أيضًا للاعب باللعب إما بشكل فردي أو في فرق.
في معركة البالون، يجب على اللاعب فرقعة بالونات اللاعبين المنافسين من خلال مهاجمتهم، أو يمكنهم سرقة البالونات من خلال قدرة التعزيز في عربات أخرى. ويبدأ كل مشارك المعركة ببالون واحد، لكن يمكن إعادة نفخها حتى 4 مرات. وفي وضع اللعب الجماعي، إذا فقد لاعب بشري جميع بالوناته، فسيخرج من اللعبة ويتحول إلى شبح. وبصفته شبحًا، يمكن للاعب فقط وضع مربعات العناصر. إذا لعبت المعركة بلاعب واحد، فستنتهي المباراة وتعلن النتائج عندما تنفجر جميع بالونات اللاعب البشري.
في تألق العدائين، يجب على اللاعب جمع جموعة من كائن شان المتألق. ويمكن للاعب مهاجمة المتسابقين الآخرين لأخذ هذه الكائنات منهم، ويتم التخلص من المتسابقين الذين لديهم أقل عدد من مجموعة شان المتألق من اللعبة بمرور الوقت. وفي اللاعب الفردي، إذا تم إقصاء اللاعب البشري من الجولة، تنتهي اللعبة على الفور ويتم توزيع النتائج بشكل عشوائي.

#### المهمة
ماريو كارت دي أس هي أول لعبة في السلسلة تقدم وضع اللعبة هذا، والذي يجب على اللاعب فيه إكمال المهام، ولكل منها أهداف تتراوح من جمع العملات المعدنية إلى مهاجمة الأعداء.
وفي كل مهمة، يتحكم اللاعب في شخصية محددة مسبقًا، بحيث هناك سبعة مستويات مع ثماني مهام في كل منها. بعد الانتهاء من كل مهمة، يتم منح أداء اللاعب درجة النجوم (ثلاثة، اثنان، أو واحد) أو الحروف (A ، B ، أو C). وبعد اكتمال جميع المهام الثمانية في المستوى، يجب على اللاعب إكمال مهمة رئيسة للتقدم إلى المستوى التالي. وبمجرد اكتمال المستويات الستة الأولى، والحصول على رتبة نجمة واحدة على الأقل في كل مهمة، يتم فتح المستوى السابع.

#### وضع متعدد اللاعبين
تتميز اللعبة أيضًا بوضع متعدد اللاعبين، حيث يتنافس 8 لاعبين مع بعضهم البعض باستخدام ميزة دي سي تحميل اللعب أو عبر اتصال مع شبكة محلية لاسلكية متعدد البطاقات. حتى وقف العمل به في 20 مايو سنة 2014. بعدها دعمت ماريو كارت دي سي اللعب عبر الإنترنت عبر مشروع نينتندو واي فاي كونيكشن، حيث يمكن لما يصل إلى 4 لاعبين اللعب معًا. عند اللعب عبر الإنترنت، يمكن للمشاركين السباق ضد بعضهم البعض فقط. ولم يكن وضع المعركة متاحًا مطلقًا عند اللعب عبر اتصال عبر الإنترنت. لكن هذه الميزات غير متوفرة في إصدار وي يو في سي(وحدة التحكم الافتراضية) لأنه لم يتم محاكاة ميزات تعدد اللاعبين.

## الأراء والتقييم
| استقبال |        |
| --- | ------ |
| مجموع النقاط المجموع نقاط ميتاكريتيك 91/100 [ 4 ] نتائج المراجعة نشرة نقاط 1أب.كوم A [ 5 ] كمبيوتر آند فيديو غيمز 9/10 [ 6 ] يورو غيمر 9/10 [ 7 ] غيم ريفولوشن A− [ 8 ] غيم برو [ 9 ] غيم سبوت 9.2/10 [ 10 ] غيم سباي [ 11 ] غيمز تي إم 7/10 [ 12 ] غيم تريلرز 9.3/10 [ 13 ] غيم زون 9.5/10 [ 14 ] آي جي إن 9.5/10 [ 15 ] نينتندو ورلد ريبورت 10/10 [ 16 ] إكس-بلاي [ 17 ] |        |
| مجموع النقاط |        |
| المجموع | نقاط   |
| ميتاكريتيك | 91/100 |
| نتائج المراجعة |        |
| نشرة | نقاط   |
| 1أب.كوم | A      |
| كمبيوتر آند فيديو غيمز | 9/10   |
| يورو غيمر | 9/10   |
| غيم ريفولوشن | A−     |
| غيم برو | [ 9 ]  |
| غيم سبوت | 9.2/10 |
| غيم سباي | [ 11 ] |
| غيمز تي إم | 7/10   |
| غيم تريلرز | 9.3/10 |
| غيم زون | 9.5/10 |
| آي جي إن | 9.5/10 |
| نينتندو ورلد ريبورت | 10/10  |
| إكس-بلاي | [ 17 ] |

تم إصدار ماريو كارت دي سي بواسطة شركة نينتندو من أجل نينتندو دي أس في أمريكا الشمالية في يوم 14 نوفمبر من سنة 2005، وفي أستراليا في 17 نوفمبر سنة 2005، في أوروبا في نهاية نوفمبر سنة 2005، وفي اليابان في 8 ديسمبر سنة 2005. كشفت نينتندو لاحقًا أن اللعبة سيتم بيعها أيضًا مع جهاز نينتندو دي أس جديد باللون الأحمر بدءًا من 28 نوفمبر سنة 2005، جنبًا إلى جنب مع حزام معصم ذي علم متقلب، وشارات مستوحاة من السباقات لتخصيص جهاز محمول باللون الأحمر الجديد. بعد إصدار اللعبة، أشاد النقاد بها وحصلت على تنقيط 91٪ على موقع ميتاكريتيك. ركز هذا الثناء على رسومات اللعبة وطريقة اللعب، بينما استهدف النقد وضع اللاعب الفردي المتكرر. وتلقت ماريو كارت دي سي جوائز اختيار المحررين من غيم سبوت وآي جي إن. وتم ترشيح اللعبة من قبل غيم سبوت للعديد من جوائز حدث الأفضل في 2005، بما في ذلك أفضل لعبة متعددة اللاعبين، وأفضل لعبة قيادة، وأفضل لعبة نينتندو دي أس، وقد فازت بالجائزة الأخيرة. وحصلت اللعبة كذالك على جائزة أفضل لعبة محمولة من جي-فوريا. ومنحت آي جي إن اللعبة جائزة أفضل لعبة سباق/قيادة.
أشادت العديد من المراجعات باللعبة للارتقاء إلى مستوى المعايير التي عرفت بها ألعاب السلسة. لاحظ تقرير نينتندو العالمي أن أفضل ميزات ألعاب ماريو كارت السابقة قد عادت، وتعمل بشكل جيد مع الميزات الجديدة في اللعبة الجديدة، واصفة النتيجة النهائية بأنها اللعبة الأكثر إثارة للإعجاب على الإطلاق في نينتندو دي أس، وأيضًا أفضل لعبة في سلسلة ماريو كارت. وأكد برنامج ٳكس-بلاي على هذا الرأي، ولاحظ أن اللعبة حطمت كل التوقعات، مما يجعلها أفضل لعبة سباق كارت تم إصدارها على الإطلاق سواء كانت محمولة باليد أو غير ذلك. وذكر جيمزون أيضًا من خلال دوراتها المبتكرة أن كارت دي سي ترقى إلى مستوى الألعاب السابقة بالسلسلة، ووصفها بالممتاز في وضع متعدد اللاعبين، وأشاد بقيمة إعادة تشغيل أكثر من أي متسابق آخر في فئتها. وأعرب أليخاندرو براون من قناة سي بي إس نيوز عن تقديره لاستخدام اللعبة الفريد لميزات نينتندو دي أس، مثل الميكروفون والاتصال اللاسلكي. وصنفت غيمز رادار لعبة ماريو كارت دي إس كأفضل لعبة نينتندو دي أس على الإطلاق، حيث تغلبت على بوكيمون بلاك ووايت (المركز الثاني) وجراند ثفت أوتو: تشايناتاون ورز (المركز الثالث).
وجدت صعوبة في تخيل كيف يمكن أن تجعل نينتندو لعبة قادمة من سلسلة ماريو كارت أفضل من ماريو كارت دي سي، هكذا أشادت آي جي إن بطريقة لعب ماريو كارت دي سي وعمق تصميمها. ووصفت غيم سبوت اللعبة بأنها خطوة مهمة إلى الأمام لسلسلة ماريو كارت، ويرجع ذلك جزئيًا إلى أنها الأولى في السلسلة التي تتميز باللعب عبر الإنترنت. لاحظت غيم ريفولوشن أن اللعبة قد قطعت مسافة كبيرة في سلسة الألعاب هذه بأوضاع اللعب الفردي واللاعبيين المتعددين. وأثنى موقع 1أب.كوم على الحزمة الجذابة بشكل مدهش، ووصفها بأنها لعبة سباق محمولة على نحو مبهرة وتنافس الألعاب على وحدة التحكم. وكانت مجلة ألعاب الفيديو غيم برو مسرورة بالمجموعة المتنوعة من المتسابقين، والدورات، والأوضاع، وخيارات اللاعبين المتعددين المعروضة، والتي تعتبر اللعبة أنه لا بد من تواجدها لأي من محبي نينتندو ومتطلب لأي مالك نينتندو دي أس للشراء. ووصفت مجلة ألعاب الكمبيوتر والفيديو لعبة ماريو كارت دي إس بأنها الأكثر اكتمالا في سلسلة ألعاب ماريو كارت، على الرغم من بعض أوجه القصور الرسومية. واستمتع مديروا يوروغيمر بوضع اللعب المتعدد، واصفين اللعب مع أشخاص آخرين بأنه شيء عملي ومهم حقًا. وانتقدت دار النشر البريطانية جيم تي ٳم اللعبة لكونها مجرد تلميع لمفهوم ماريو كارت وغير ذلك الكثير.
كانت اللعبة هي الأولى من نوعها في نينتندو دي أس التي تستفيد من ميزة نينتندو واي فاي كونيكشن. بحلول نهاية الأسبوع الأول لصدور اللعبة في الولايات المتحدة، اشترى 112000 شخص اللعبة، من بينهم 52000 سجلوا الدخول إلى نينتندو واي فاي كونيكشن للعب ضد أشخاص آخرين عبر الإنترنت. كانت لعبة ماريو كارت دي سي هي اللعبة المحمولة الأكثر مبيعًا في أول شهر لها في نوفمبر 2005 في الولايات المتحدة. كانت اللعبة العاشرة الأكثر مبيعًا في عام 2008. ولعبة نينتندو دي أس الأكثر مبيعًا بذلك العام في اليابان، بحيث باعت اللعبة 224,411 نسخة في أسبوعها الأول في البلد. زباعت ماريو كارت دي سي 3112363 نسخة اعتبارًا من يوليو 2008، و 3224996 نسخة اعتبارًا من يناير 2009، مما يجعلها سادس أفضل لعبة مبيعًا لنينتندو دي أس منذ إصدار وحدة التحكم هذه. وفي الولايات المتحدة، باعت 910,000 نسخة وحصلت في المقابل على 31 مليون دولار بحلول أغسطس 2006. وخلال الفترة بين يناير 2000 وأغسطس 2006، كانت اللعبة رقم 23 الأكثر مبيعًا التي تم إطلاقها لغيم بوي أدفانس أونينتندو دي أس أوبلاي ستيشن بورتبل في ذلك بلد. واعتبارًا من مارس 2016، باعت ماريو كارت دي سي 23.60 مليون نسخة في جميع أنحاء العالم منذ ٳصدارها.